# Aeródromo El Tambo
El Aeródromo El Tambo (OACI: SCET) es un terminal aéreo ubicado cerca de San Vicente de Tagua Tagua, en la provincia de Cachapoal, región del Libertador General Bernardo O'Higgins, Chile. Es de propiedad pública.